# Витте, Карл Павлович
Карл Павлович Витте (1794—1878) — генерал от кавалерии русской императорской армии; участник заграничных походов русской армии 1813—1814 гг.; Георгиевский кавалер (1814); сенатор.

## Биография
Происходил из дворян. Родился в конце 1794 года. В службу вступил корнетом 27 августа 1812 года; в апреле 1814 года за отличие награждён орденом Святого Георгия 4-й степени.
Произведён в поручики в 1815 году; в полковники — в 1831 году; участвовал в подавлении польского восстания 1830—1831 годов. 
В генерал-майоры он был произведён 1 июля 1835 года; в генерал-лейтенанты — 23 марта 1847 года; в генералы от кавалерии — 13 февраля 1869 года. 
С 1851 года — сенатор: присутствовал в общем собрании Варшавских департаментов Правительствующего сената. Постоянный член Государственного совета Царства Польского.
Умер 24 октября (5 ноября) 1878 года.

## Награды
российские
- Орден Святого Георгия 4-й степени (1814)
- Орден Святого Владимира 3-й степени (1831), за усмирение польского мятежа
- Орден Святого Станислава 1-й степени (1839)
- Орден Святой Анны 1-й степени (1842); императорская корона к нему (1845)
- Орден Святого Владимира 2-й степени (1849)
- Орден Белого орла (1856)
- Орден Святого Александра Невского (1874)

иностранный
- шведский орден Меча (1813)

## Семья
Был дважды женат. Первая жена — Жанета Россман; вторая — Августа Васильевна Бейхт.
Дети:
- Ида (1822—?)
- Константин (1824—1876) — цензор Варшавского цензурного комитета[2]
- Николай (1828—?)
- Ольга (1834—?)
- Александр (1835—?)